# سيتافلوكساسين
سيتافلوكساسين (Sitafloxacin) وهو عبارة عن دواء ذو (اسم دولي غير مسجل الملكية، ويسمى أيضا DU-6859a) مضاد حيوي من زمرة الفلوروكوينولونات. الذي يبين الوعود في علاج قرحة بورولي. تم تحديد الجزيء من قبل سانكيو شركة دايتشي، والتي جلبت الأوفلوكساسين و الليفوفلوكساسين إلى السوق. ويتم تسويق Sitafloxacin حاليا في اليابان من قبل شركة دايتشي سانكيو تحت الاسم التجاري Gracevit.

## الخوص

### الاسم العلمي
7-[(4S)-4-Amino-6-azaspiro[2.4]heptan-6-yl]-8-chloro-6-fluoro-1-[(2S)-2-fluorocyclopropyl]-4-oxoquinoline-3-carboxylic acid

### الصيغة العلمية
C19H18ClF2N3O3

### الوزن الجزيئ
409.81 جم مول

## الاستخدام الطبي
سيتافلوكساسين هو مضاد للجراثيم من الفلوروكوينولون في التجارب المختبرية أثبت فعالية ضد طائفة واسعة من الجراثيم الإيجابية والسلبية، بما في ذلك البكتيريا اللاهوائية، وكذلك ضد مسببات الأمراض غير النمطية. تتمت الموافقة عليه من اليابان للاستخدام في عدد من الالتهابات البكتيرية الناجمة عن sitafloxacin كسلالات حساسة من المكورات العنقودية.، العقدية الرئوية، والمكورات المعوية، النزلية الموراكسيلة، كولاي، الليمونية، المستدمية النزلية، الزائفة الزنجارية، البكتيريا المستروحة، الهضمونية العقدية، المغزلية، الكلاميديا، الكلاميدوفيلا الرئوية والميكوبلازما الرئوية.
يستخدم سيتافلوكساسين في علاج المرضى الذين يعانون من الالتهابات التي تسببها المكورات المعوية المقاومة للفانكومايسين والمقاومة للميثيسيلين من المكورات العنقودية الذهبية.